# Arnold J. Toynbee
Arnold Joseph Toynbee, CH (Londres, 14 de abril de 1889 – 22 de outubro de 1975) foi um historiador britânico, cuja obra-prima é Um Estudo de História (A Study of History), em que examina, em doze volumes, o processo de nascimento, crescimento e queda das civilizações sob uma perspectiva global. Em Um Estudo de História sugere que a civilização como um todo é a unidade adequada para o estudo da história, não o estado nacional, que ele entende como apenas uma parte de um todo maior.
Esta sua Obra, principalmente do Volume I (Gênesis) ao VI, (Decadência), influenciou a partir do final da década de 1980 a administração das grandes corporações, para as quais se avalia que seus conceitos tenham igual valor. Isto motivou um programa conhecido como "Visão de Empresa", onde se determina a "Visão" (para que existe e onde quer chegar a empresa), reforça-se a "Cultura" organizacional, e a "Motivação" (Spirit of winning), os três parâmetros presentes em todas as civilizações que se tornaram hegemônicas.

## Biografia
Toynbee nasceu numa família de intelectuais. Seu tio homônimo foi um importante reformador social no século XIX, a quem se deve um importante trabalho sobre a Revolução Industrial. Outro tio, De Paget, era filólogo e autor de uma biografia de Dante Alighieri. Quando estudante, Toynbee frequentava a biblioteca desse tio e tomou gosto pela leitura e pela pesquisa.
Educado em Oxford, serviu na diplomacia britânica durante as duas guerras mundiais e foi delegado na conferência de Paz de Paris (1919), ao final da I Guerra Mundial.
Foi professor de grego e história na Universidade de Londres (1919-1955) e diretor de ensino no Instituto Real de Assuntos Internacionais (1952-1955).
Intelectual devotado e inventivo, Toynbee produziu trabalhos sobre os mais variados temas históricos. Mas seu sucesso no mundo acadêmico se deve a sua monumental obra, Um Estudo de História (A Study of History), em doze volumes, que escreveu entre os anos de 1934 a 1961. Em 1947, Toynbee foi capa da revista Time, que descreveu sua obra como "o mais provocador trabalho de teoria da história escrito na Inglaterra desde O Capital de Karl Marx".
Ao se aposentar em 1955, viajou pelo mundo e deixou registrada suas impressões de viagem no livro Uma jornada ao redor do mundo (A journey around the world), de 1958. Sobre cada país que visitou faz observações originais e intrigantes. Sobre o Brasil, disse que era the melting pot of civilizations, comentário de duplo sentido, pois melting pot tanto pode significar o recipiente onde se prepara uma mistura como uma grande confusão.

## Um estudo de história
Um Estudo de História, obra em 12 volumes, afora a introdução, é uma investigação sobre o nascimento, desenvolvimento e queda de civilizações. Para Toynbee, todo este processo obedece a um padrão comum, independentemente da época ou do lugar onde a história se passa. Há uma razão para a existência de culturas e civilizações, aplicável a todas elas.
Os problemas históricos são enfocados a partir de grupos culturais que se sobrepõem às nacionalidades. Toynbee disseca a história de 26 civilizações para concluir que são mais bem-sucedidas as que conseguem responder com mais eficiência aos desafios de diversas naturezas que lhe são colocados.
Sobre o declínio e o fim das civilizações, afirmava que suas causas primárias eram sempre intrínsecas, nascidas no seio das próprias civilizações, ainda que a causa imediata seja externa, como uma invasão estrangeira ou um desastre natural. Segundo Toynbee, civilizações morrem de suicídio, não de assassinato.
Apesar de ter usufruído sucesso, a obra de Toynbee foi criticada por fazer generalizações arbitrárias, cometer erros fatuais e enfatizar em demasia a força da religião.
Não existe uma edição dos doze volumes de Um Estudo de História em língua portuguesa, apenas uma edição resumida editada pela Martins Fontes pela última vez em 1987, ainda assim uma obra alentada de quase 600 páginas.

### Plano da obra
Introdução (volume I) - A gênesis das civilizações (II) – O crescimento das civilizações (III) – O colapso das civilizações (IV) – A desintegração das civilizações (V) – Estados Universais (VI) – Igrejas universais (VII) – Idades heróicas (VIII) – Contatos entre as civilizações no espaço (IX) – Contatos entre as civilizações no tempo (X) Ritmos das histórias das civilizações (XI) – As perspectivas da civilização ocidental (v. XII) – A inspiração dos historiadores (XIII)

## Controvérsias
Durante uma visita a Berlim em 1936 para dirigir-se à Sociedade de Direito Nazista, Toynbee foi convidado para uma entrevista privada com Adolf Hitler, a pedido de Hitler. Hitler enfatizou sua meta expansionista limitada de construir uma grande nação alemã, e seu desejo de compreensão e cooperação britânicas. Toynbee acreditava que Hitler era sincero e endossou a mensagem de Hitler em um memorando confidencial ao primeiro-ministro britânico e ao secretário do exterior.
Em Civilização e Julgamento e o Mundo e o Ocidente, da década de 1950, Toynbee estipulou que a verdadeira guerra no próximo século não seria entre capitalistas e comunistas, mas entre religiões Abraâmicas.
Teve também a intuição de que a União Soviética não sobreviveria até o século XXI, pois lhes faltava religião e uma fé mais forte para sustentar sua ideologia e, afirmava Toynbee, a história demonstra que a fé, a crença na alma e em poderes superiores é essencial para manter coesa uma civilização.

## Livros em português
Poucas obras de Toynbee foram traduzidas para o português. Editada recentemente (2003), temos Atrocidades Turcas na Armênia, em parceria com Lord Bryce. Antes desta, temos A Humanidade e a Mãe Terra, de 1979, e a já citada edição resumida de Um Estudo de História, de 1987." Escolha a Vida, Editora Record, Daisaku Ikeda e Arnold Toynbee. Em 1959 foi publicado De Leste a Oeste - Viagem em torno do mundo pela IBRASA - São Paulo. Outras obras mais antigas só são encontradas eventualmente em bibliotecas.